# Buay Nyerupa
Buay Nyerupa is een bestuurslaag in het regentschap Lampung Barat van de provincie Lampung, Indonesië. Buay Nyerupa telt 4156 inwoners (volkstelling 2010).